# Doftlilja
Doftlilja (Gladiolus murielae) är en växtart inom gladiolsläktet och familjen irisväxter från tropiska Afrika (Etiopien till Burundi och Moçambique).
Arten odlas som utplanteringsväxt I Sverige, men är inte vinterhärdig. Doftliljan påträffas ofta i gräs, på 1200-2500 meter över havet.
Doftliljan är en flerårig ört med underjordsika knölar. Knölarna har flera tagen fibrösa lökskal. Bladen är svärdlika, gröna och upp till 60 cm långa. Blommorna sitter i ett ensidigt ax och är väldoftande. Kalkbladen är förenade vid basen till en lång, rödtonad blompip. Kronan har utbredda flikar, den är vit, ofta med purpurbruna basfläckar, och blir mellan 5 och 10 cm i diameter.
Arten insamlades ursprungligen av Mr. Erskine och fick sitt namn efter hans fru, Muriel.

## Odling
Den trivs på en solig plats, men gärna vindskyddad och lugn. Knölarna planteras på 15 centimeters djup. I likhet med andra lök- och knölväxter ska den inte stå blött, för då ruttnar löken, så en väldränerad och luftig jord är nödvändig. Man gödselvattnar under sommaren. Doftliljan bildar sidoknölar som så småningom kommer att blomma. Man tar in lökarna på hösten och förvarar frostfritt.

## Synonymer
Acidanthera bicolor Hochst.
Acidanthera bicolor var. murielae R.H.Perry
Acidanthera murielae (Kelway) Hoog nom. inval.
Gladiolus callianthus Marais
Ixia quartiniana A.Rich.
Sphaerospora gigantea Klatt nom. superfl.